# Lloyd Glenn
Pour les articles homonymes, voir Glenn.
Lloyd Glenn (né le 21 novembre 1909, San Antonio, au Texas, mort le 23 mai 1985 à Los Angeles) était un pianiste américain de rhythm and blues, pionnier du  style "West Coast" blues.
À la fin des années 1920, Lloyd Glenn a joué avec différents groupes de jazz de Dallas et de San Antonio. Son premier enregistrement date de 1936 avec l'orchestre de Don Albert. Il s'est installé en  Californie en 1941. Il rejoint le trio de Walter Johnson en 1944. Il a accompagné T-Bone Walker sur son morceau Call It Stormy Monday en 1947. La même année, il enregistre  ses premiers solos dans un groupe nommé Lloyd Glenn and His Joymakers.
En 1949, il enregistre avec Lowell Fulson de nombreux succès comme Every Day I Have the Blues et le célèbre Blue Shadows, tout en continuant de jouer comme pianiste dans  le Kid Ory's Creole Jazz Band. Lloyd Glenn a quitté Ory en 1953. En 1960, il produit l'album de B. B. King, My Kind of Blues.
Il a continué de travailler pendant  les années 1960 en tant que musicien de session avec B. B. King, Walker and Others, tout en réalisant des enregistrements personnels.
Vers la fin de sa carrière, il a joué dans des clubs de Los Angeles, au festival de jazz de Monterey, et a fait des  tournées avec  Clarence "Gatemouth" Brown, Joe Turner et son fils musicien Lloyd Glenn Jr.
Il est mort d'une crise cardiaque en 1985.